# Ophthalmis pagenstecheri
Ophthalmis pagenstecheri là một loài bướm đêm trong họ Noctuidae.